# Železniční viadukt (Novina)
Železniční viadukt v Novině, části obce Kryštofovo Údolí v okrese Liberec, je jako významná technická památka zapsán v Ústředním seznamu nemovitých kulturních památek České republiky pod číslem 33902/5-4364. Most je součástí železniční tratě Liberec – Česká Lípa, která byla jako poslední úsek někdejší Ústecko-teplické dráhy uvedena do provozu v roce 1900.

## Historie
Kamenný viadukt přes údolí Rokytky v Novině byl vybudován jako součást stavby úseku Ústecko-teplické dráhy (ATE) mezi kilometrem 100,538 v Mimoni (měřeno z Řetenic u Teplic) až po Liberec. Takzvanou Severočeskou transverzálku v trase Řetenice – Lovosice – Česká Lípa – Liberec se rozhodla společnost ATE vybudovat za účelem rychlejší přepravy uhlí z oblasti podkrušnohorských dolů k odběratelům na Liberecku, přičemž do tohoto projektu zahrnula i trať Česká Lípa – Mimoň, která byla provozována státem již od roku 1883. Stavba posledního úseku transverzálky Mimoň – Horní Růžodol byla zahájena 29. prosince 1898 a dokončena byla 11. září 1900. Trať musela přitom překonat Ještědský hřeben, dosahující nadmořské výšky 700 metrů. Tento úkol byl vyřešen v úseku mezi Křižany a Novinou vybudováním 802 metrů dlouhého Ještědského tunelu a na něj navazujícího zhruba 200 metrů dlouhého viaduktu (Poznámka: různé zdroje uvádějí rozdílnou délku mostu – od 198,5 m, přes 202 m a 209 m až po 210 m). Autorem stavby trati byl Herrmann Rosche, generální ředitel společnosti Ústecko-teplické dráhy pro hospodárné zásobování severních Čech z krušnohorské pánevní oblasti. Trať včetně viaduktu u Noviny vybudovala stavební firma bratři Redlichové a Berger (Brüder Redlich & Berger) z Vídně. První vlak od České Lípy projel po kamenném mostě u Noviny 16. září 1900, dojel ovšem jen do Horního Růžodolu, protože liberecké nádraží bylo v té době v rekonstrukci. Kolaudace Severočeské transverzálky proběhla až 23. listopadu 1903.

## Popis
Viadukt spolu s Ještědským tunelem tvoří podstatnou část dvoukilometrového úseku na libereckém záhlaví stanice Křižany (500 m n. m.) směrem k zastávce Novina (480 m n. m.). Viadukt má čtrnáct půlkruhově zaklenutých oblouků o rozpětí 12 metrů a jeho výška dosahuje 29,5 metrů. Uprostřed každého z těchto oblouků je otvor pro odtok vody. Nahoře je most opatřen kovovým zábradlím a lávkami, které umožňují se vyhnout projíždějícímu vlaku.
Viadukt je postaven do oblouku s poloměrem 235 metrů, který se otevírá do údolí směrem na severozápad. Jako materiál na stavbu mostu posloužil lomový kámen, konkrétně diorit, který byl vytěžen při ražbě Ještědského tunelu mezi Křižany a Novinou. Na obklady a parapety mostu byla použita liberecká žula.

## Galerie

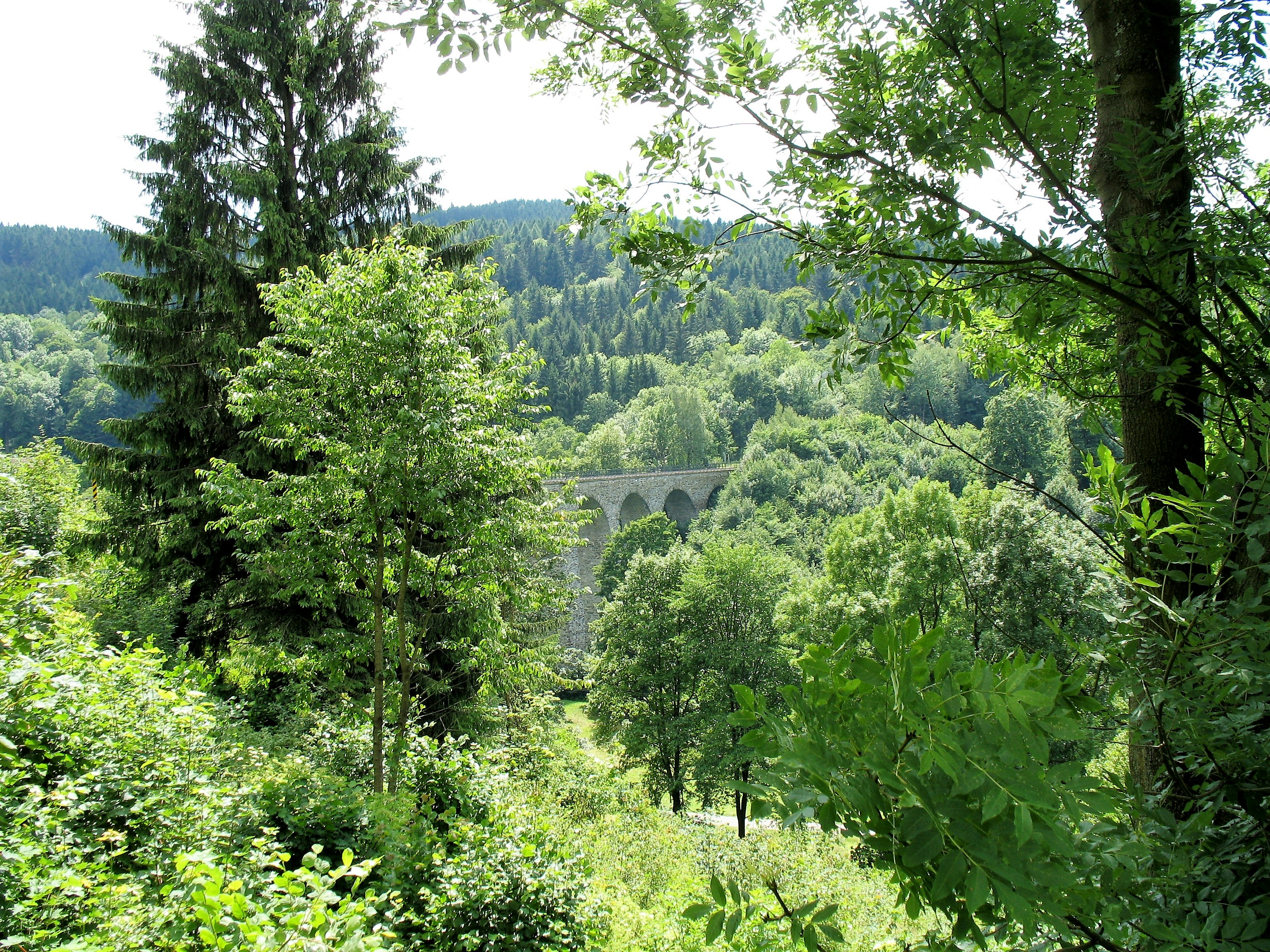
Výhled na viadukt od zastávky Novina
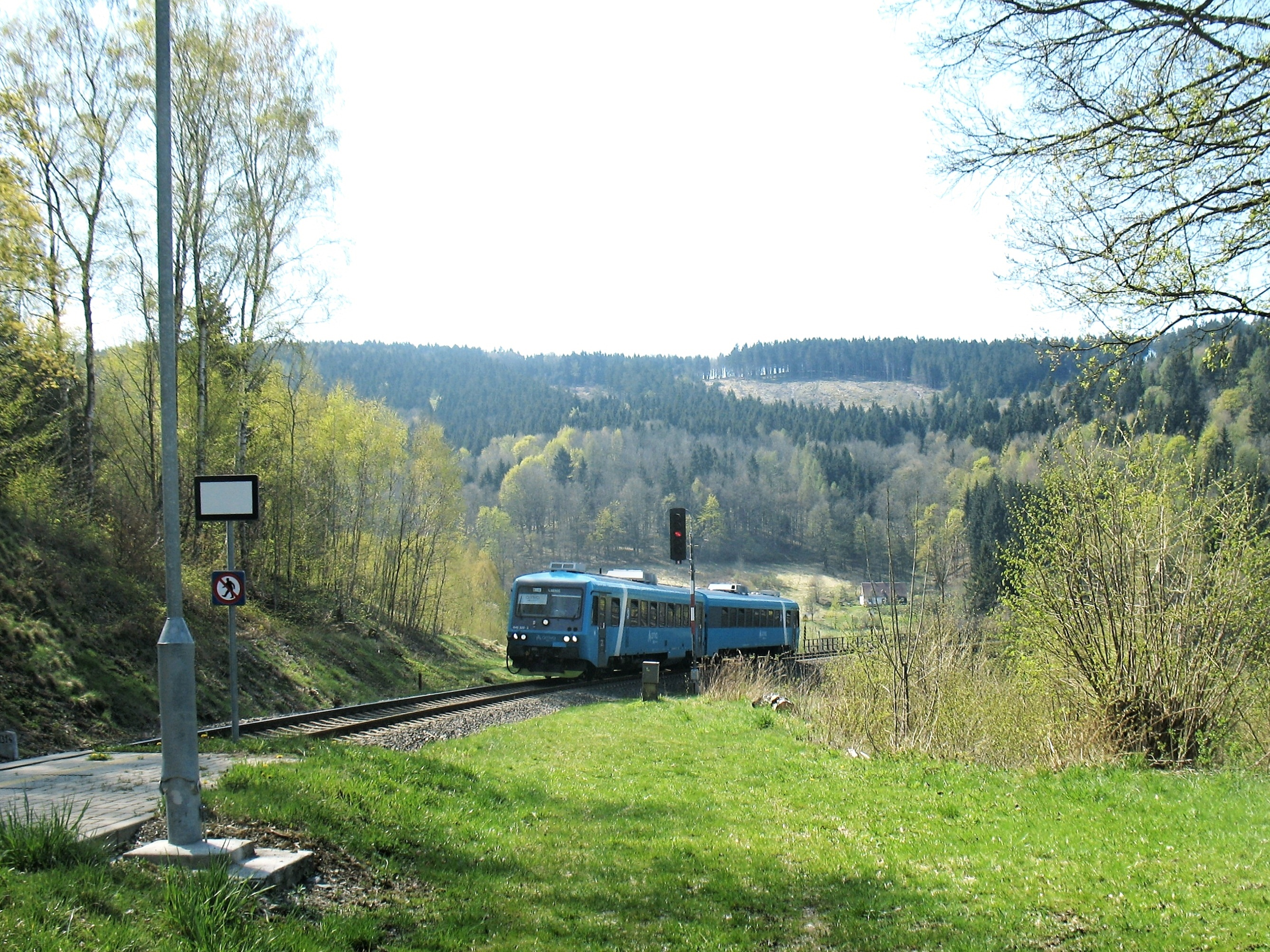
K zastávce Novina přijíždí po viaduktu rychlík z Ústí nad Labem
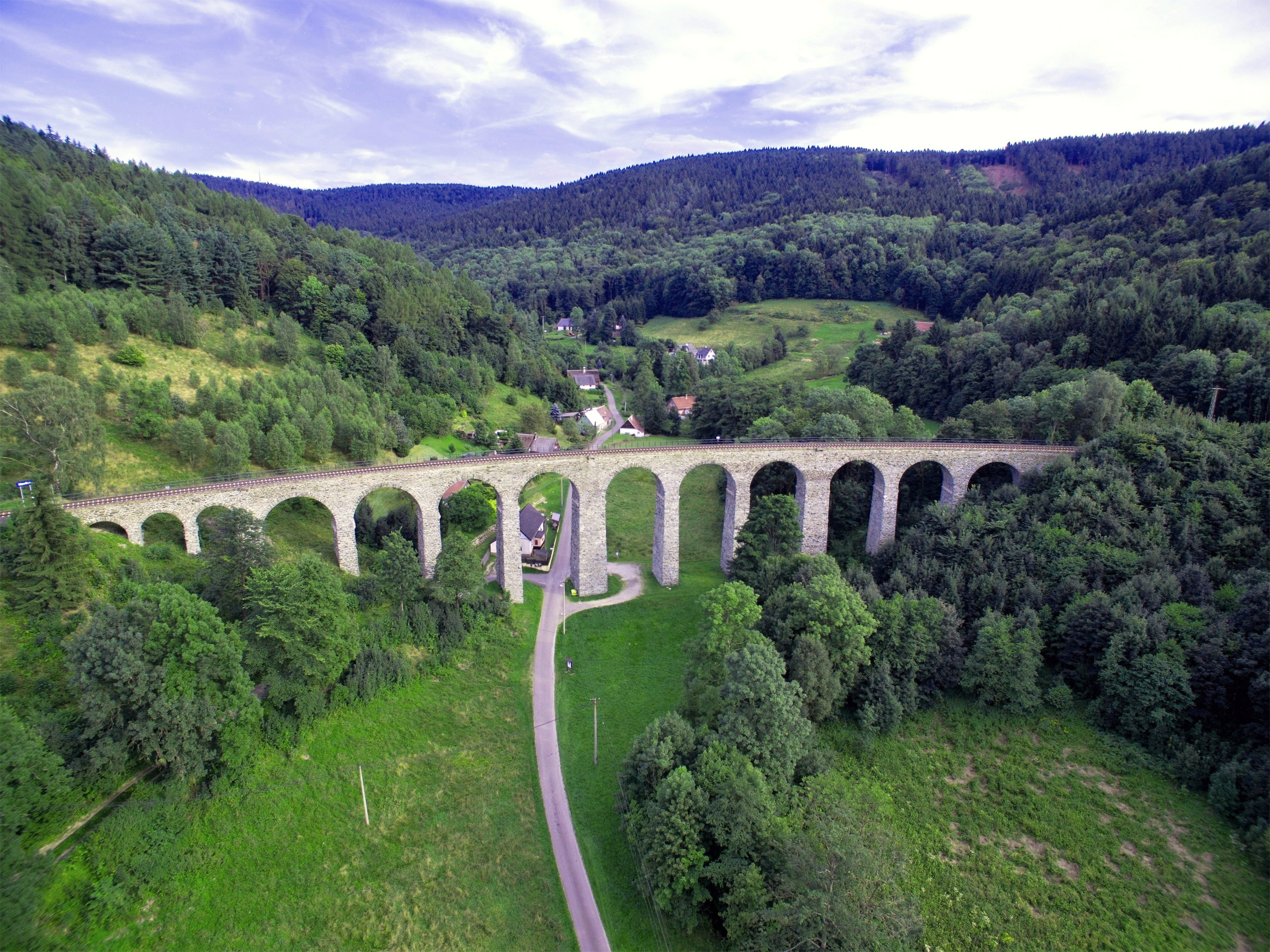
Letecký snímek: pohled na most od severu
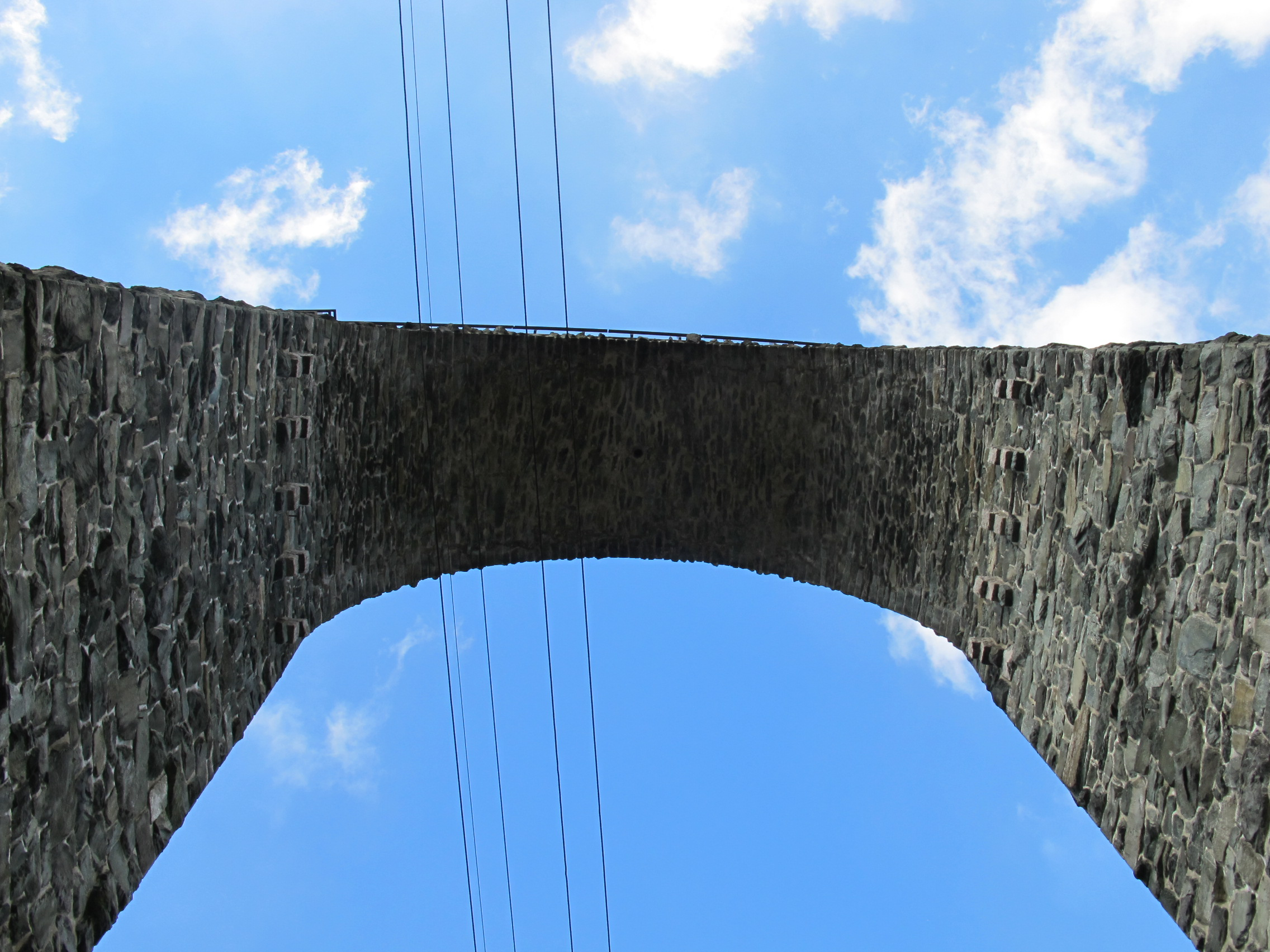
Pohled vzhůru k vrcholu jednoho z oblouků
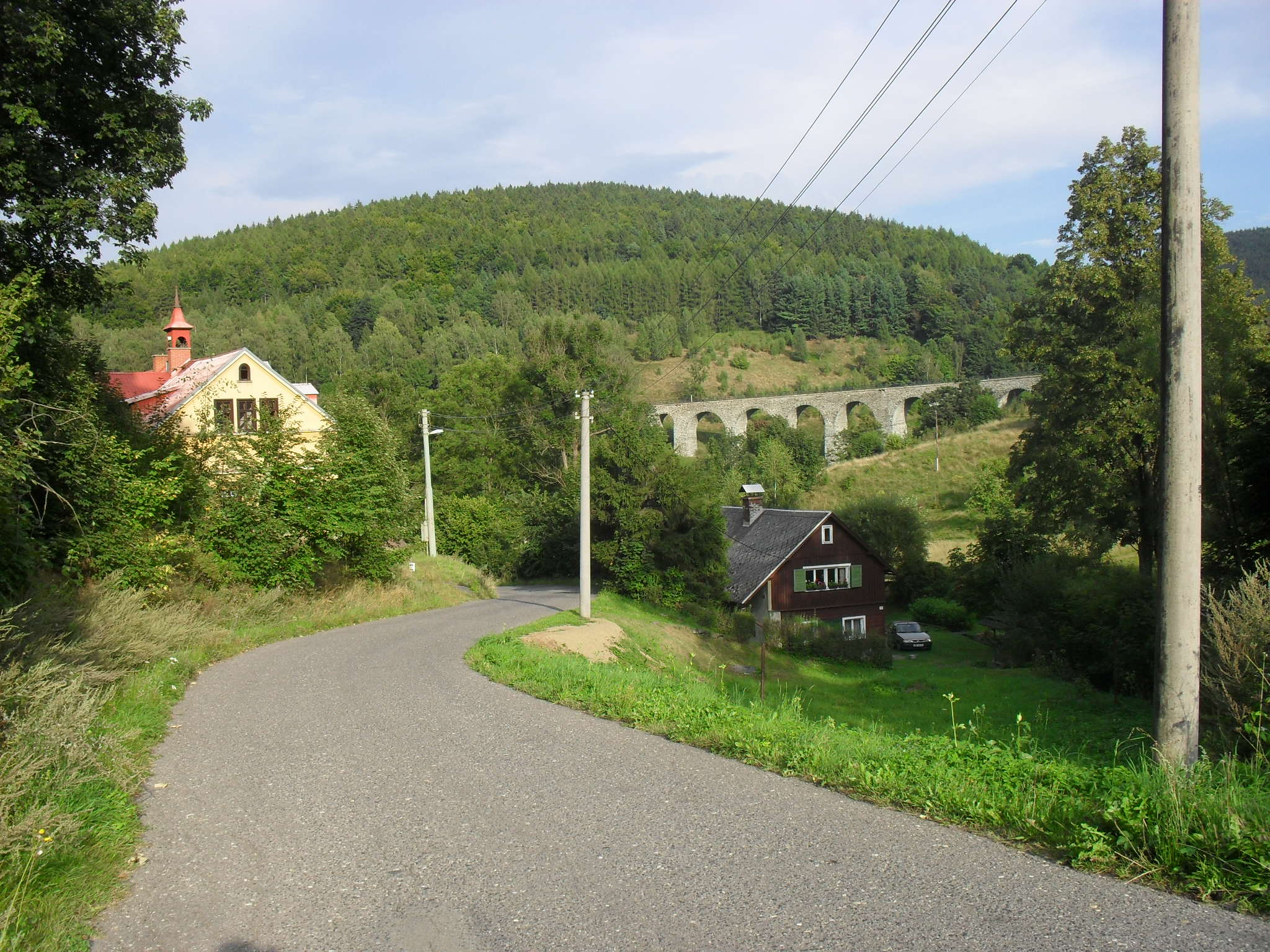
Výhled od cesty z Noviny ke Křižanskému sedlu
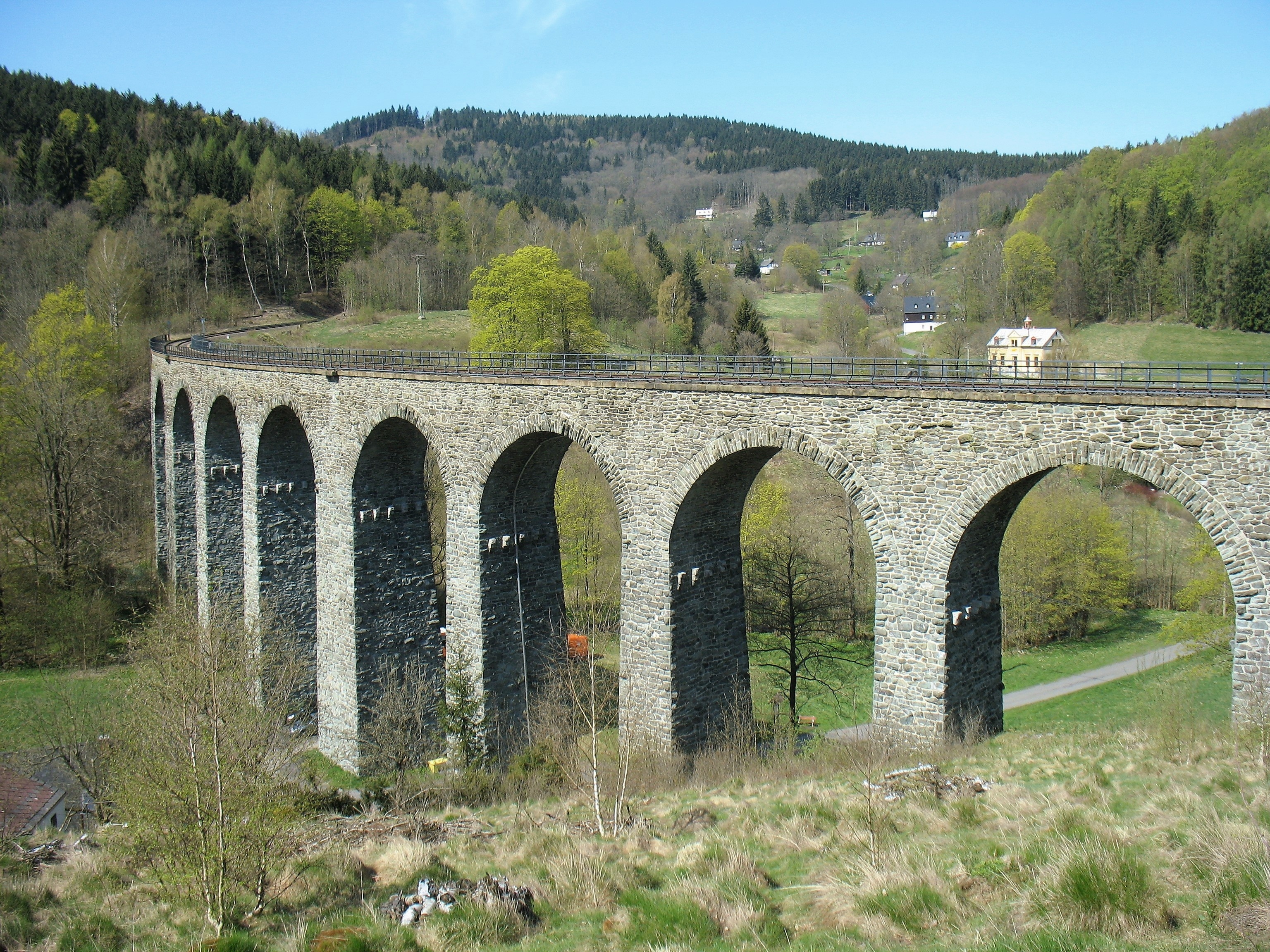
Pohled na most ze svahu poblíž zastávky Novina